# Centaurea sakariyaensis
Centaurea sakariyaensis — вид квіткових рослин родини айстрових (Asteraceae). Ареал: Туреччина. Належить до C. sect. Centaurea.

## Екологія
Вид є ендеміком провінції Сакарья в північно-західній Анатолії. Вид росте в ущелинах вапнякових скель або на скелястих схилах далеко від русел потоків; на висотах від 50 до 100 метрів над рівнем моря. 

## Морфологічна характеристика
Багаторічні трави з дерев'янистим кореневищем і розетковими листками. Стебло повзуче, щільно-сірувато-запушене до 35 см, розгалужене від середини з 1–3 головами; гілки 2.5–6 см, прямовисні, висхідні. Все листя запушене; прикореневі листки 4–11 × 1–2 см, білувато-повстистні, двічі перисторозсічені, кінцеві сегменти 9–12 × 7–11 мм, краї зазвичай цілі, довші за бічні сегменти; стеблові листки стають меншими. Обгортка 8–10 × 3–5 мм, вузькояйцювато-довгаста. Філярії від яйцеподібних до ланцетних, смугасті з пухнасто-волосистими краями. Придатки поступово звужуються до верхівки, зазвичай цілокраї, кремово-коричневі, 0.7–1 × 0.1–0.2 мм. Квітки рожеві, крайові злегка променисті, трубки пиляків розширені, рожево-пурпурові. Сім'янки вузькояйцювато-видовжені, світло-коричневі, з поздовжньою кремовою смугою і рідко запушені, 2.7–3 × 1–1.5 мм. Папус подвійний. Цвіте в травні-червні, плодоносить у липні.